# USA:s inrikessäkerhetsdepartement
USA:s departement för inrikes säkerhet (engelska: United States Department of Homeland Security, DHS), är ett amerikanskt federalt regeringsdepartement som leds av inrikessäkerhetsministern (engelska: Secretary of Homeland Security) och som skapades år 2003 som ett resultat av terroristangreppet den 11 september 2001. 
Departementets uppdrag är att samordna arbetet med att förebygga och förhindra katastrofer och terroristangrepp, samt att agera till skydd för befolkningen vid sådana händelser. Inrikessäkerhetsdepartementet (inklusive alla underlydande myndigheter) har över 240 000 anställda, och är därmed USA:s tredje största regeringsdepartement, efter försvarsdepartementet och veterandepartementet, räknat i antal anställda.

## Bakgrund och tillkomst
Departementet inrättades den 24 januari 2003 då Homeland Security Act of 2002, som hade undertecknats av USA:s president George W. Bush den 25 november 2002, trädde i kraft. 
Syftet var att samla flertalet av de myndigheter som arbetade med ”hemlandets säkerhet” under ett och samma departement. Tidigare var dessa myndigheter utspridda på flera olika departement, såsom transport-, jordbruks-, justitie- och finansdepartementet. Bland dessa finns tull- och gränsbevakningen och kustbevakningen. Departementet inledde officiellt sin verksamhet den 24 januari 2003, även om de flesta av myndigheterna överfördes till departementet först den 1 mars samma år. 
Inrättandet av DHS var den största förändringen av den federala förvaltningens struktur sedan försvarsdepartementet, Central Intelligence Agency och nationella säkerhetsrådet tillkom i samband med 1947 års nationella säkerhetsakt.

## Underordnade myndigheter

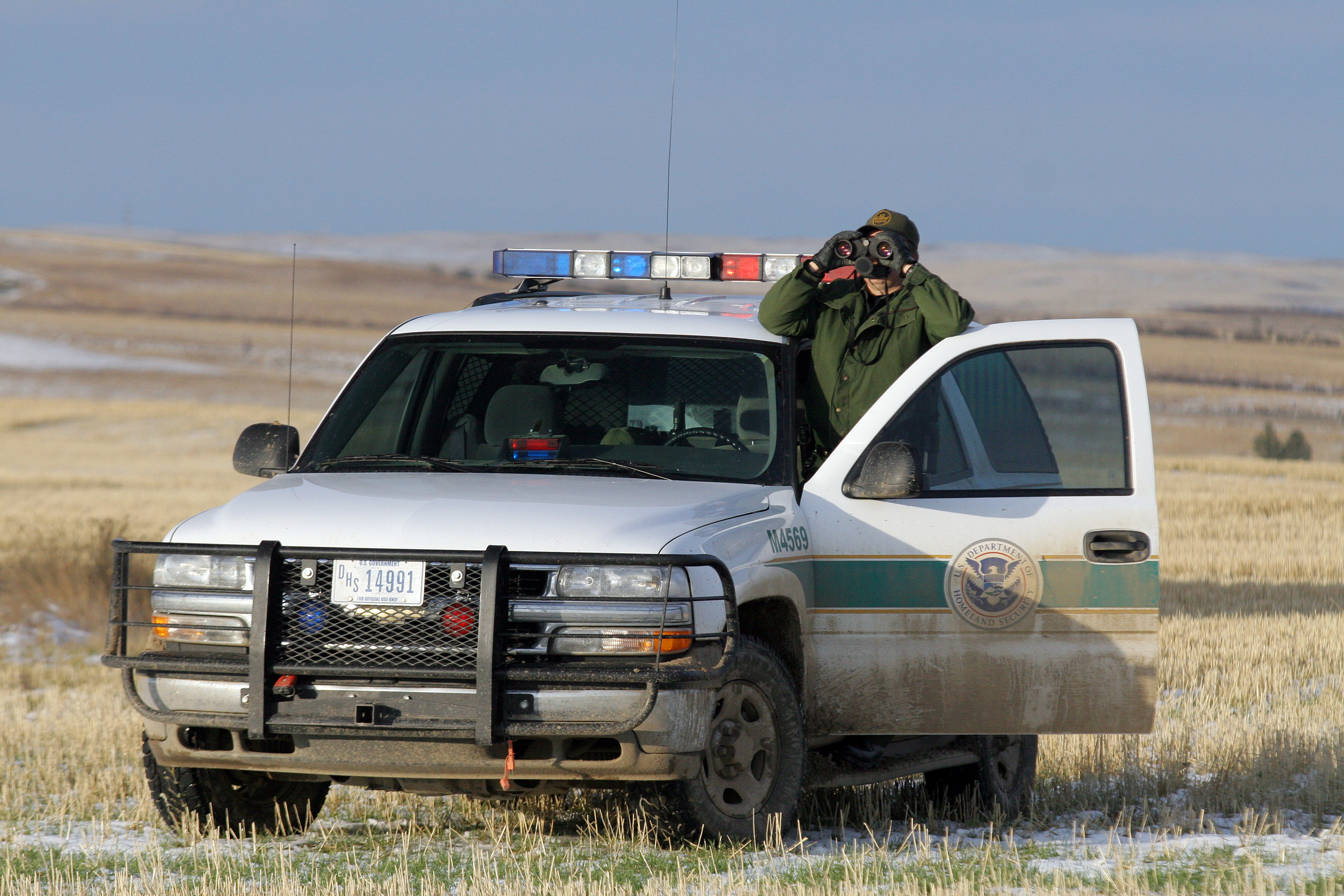
Gränsvakt i Montana bevakar gränsen till Kanada.

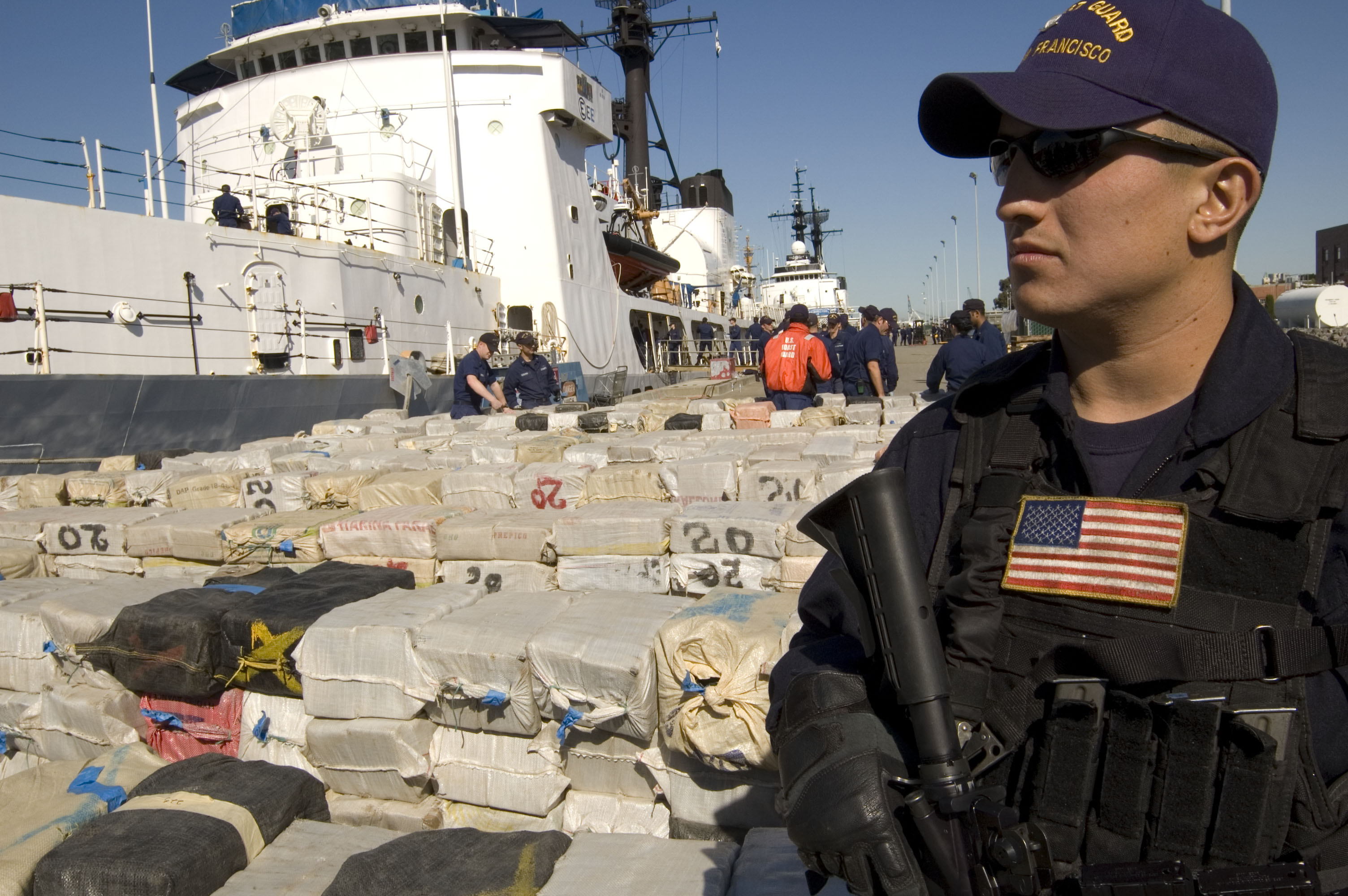
Kustbevakare vaktar över beslagtagen last med kokain.

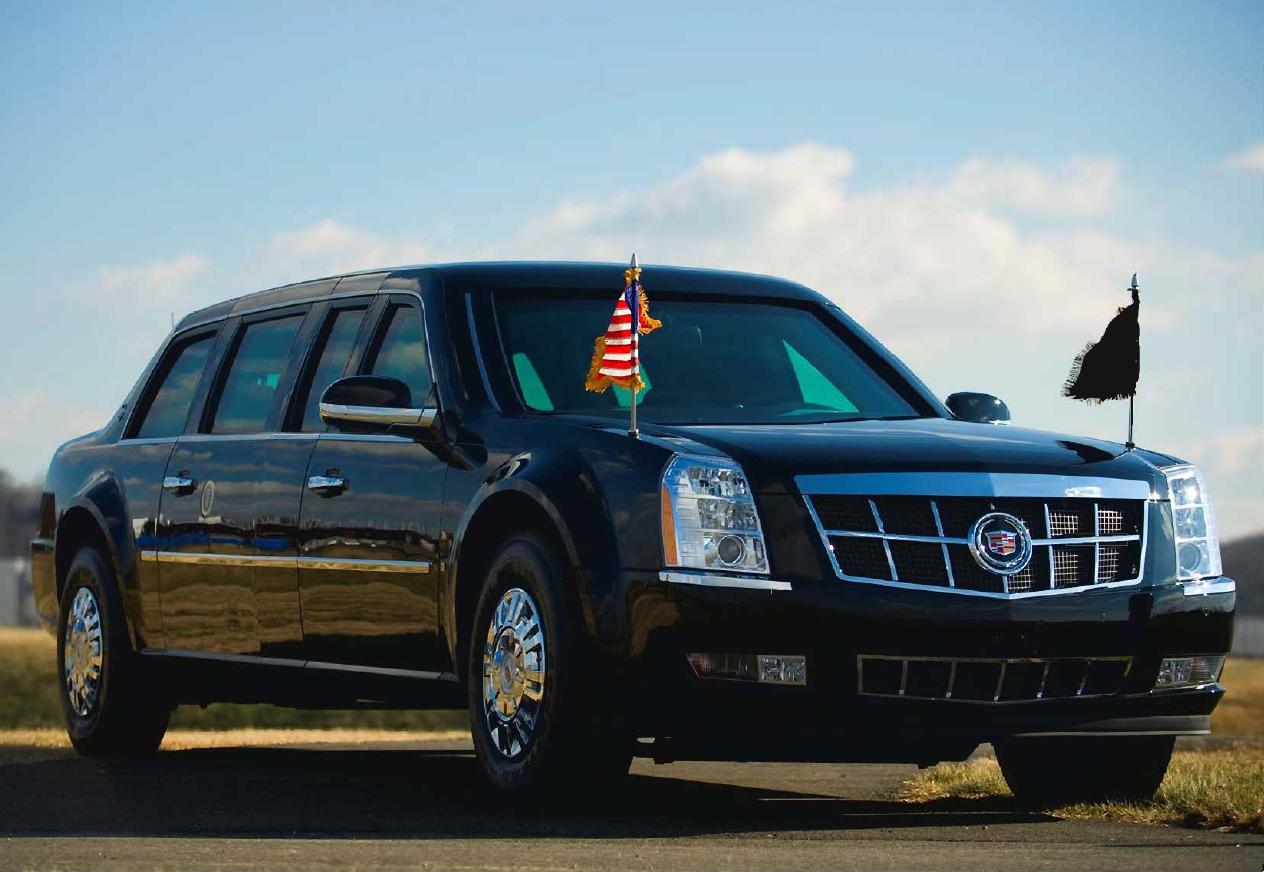
Presidentens fordon upphandlas och körs av United States Secret Service, en del av det inrikessäkerhetsministern är ansvarig för.

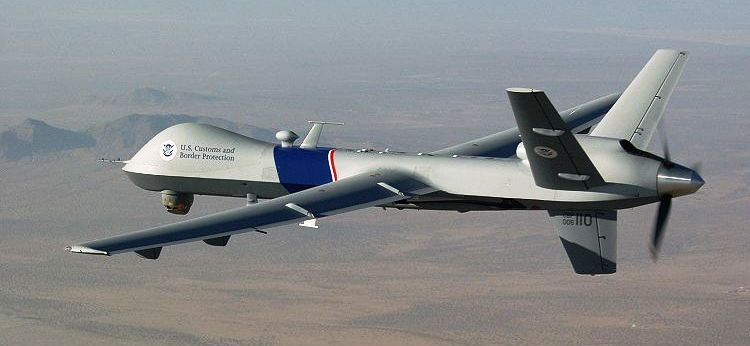
Drönare av modell MQ-9 Guardian i tjänst för CBP.

| Vapen eller logotyp | Namn                                             | Förkortning | Beskrivning | Grundad          | Huvudkontorets säte   |
|                     | U.S. Citizenship and Immigration Services        | USCIS       | Immigrationsverket | 1 mars 2003      | Washington DC         |
|                     | Cybersecurity and Infrastructure Security Agency | CISA        | Förhindra händelser av cyberattacker mot USA:s inre intressen och dess cyberinfrastruktur. | 16 november 2018 | Arlington, Virginia   |
|                     | U.S. Customs and Border Protection               | CBP         | Integrerad tull- och gränspolis. Genomför gränskontroller vid USA:s yttre gränser samt för inkommande utrikesflyg, vägfordon, tåg samt sjöfart. I organisationen ingår också den grönuniformerade U.S. Border Patrol som bevakar landgränserna mot Kanada och Mexiko. | 1 mars 2003      | Washington DC         |
|                     | U.S. Coast Guard                                 | USCG        | USA:s militärt organiserade kustbevakning. Arbetar som federal polismyndighet till sjöss, utför Search and Rescue med helikoptrar och båtar, vidmakthåller sjömärken, utför sjömätning och isbrytning samt kan förstärka örlogsflottan vid behov.                     | 4 augusti 1790   | Washington DC         |
|                     | Federal Emergency Management Agency              | FEMA        | Federala kris- och beredskapsmyndigheten | 1 april 1979     | Washington DC         |
|                     | Federal Law Enforcement Training Centers         | FLETC       | Federal polisutbildning | 1970             | Glynn County, Georgia |
|                     | Federal Protective Service                       | FPS         | Polisiär bevakning av federala byggnader och anläggningar som saknar egen organisation för det ändamålet. | 1971             | Washington DC         |
|                     | U.S. Immigration and Customs Enforcement         | ICE         | Integrerad migrations- och tullkriminal. Eftersöker illegala invandrare som befinner sig i landet. | 1 mars 2003      | Washington DC         |
|                     | United States Secret Service                     | USSS        | Bevakning av Vita huset, Camp David, upprätthåller livvaktsskydd samt vägfordon för presidenten & vicepresidenten. Utreder dessutom brott rörande falskmynteri, en kvarleva från tiden då USSS tillhörde finansdepartementet.                                         | 5 juli 1865      | Washington DC         |
|                     | Transportation Security Administration           | TSA         | Transportsäkerhetsmyndigheten. Utför säkerhetskontroller på inrikesflyget. | 19 november 2001 | Arlington, Virginia   |